# Návrat divokých koní 2012
Návrat divokých koní 2012 je označení druhého ročníku reintrodukčního projektu Návrat divokých koní, když v červenci 2012 uskutečnila Zoo Praha druhý český transport koní Převalského do Mongolska. Oproti prvnímu projektu z roku 2011 byla změněna cílová destinace. Čtyři klisny byly převezeny do zvláště chráněného území Gobi B. V zimě 2009/2010 postihly toto území kruté mrazy a sněhové bouře, po nichž se tamní populace koní Převalského snížila na třetinu. To byl hlavní důvod nasměrování pomoci právě do Gobi B, ačkoliv se jednalo o logisticky nesmírně obtížnou akci.

## Gobi B
Gobi B se nachází v jihozápadním cípu Mongolska, poblíž čínských hranic. Jedná se o přísně chráněné území (zkratka SPA), jež má v mongolské legislativě vyšší stupeň ochrany než národní park. Toto území je nesmírně důležité z hlediska záchrany koně Převalského. Jde totiž mj. i o místo, kde byli na konci 60. let 20. století pozorováni poslední divocí jedinci tohoto druhu. Lokalita Tachin Tal se správním centrem a aklimatizačním výběhem se nalézá na východním okraji území.

## Historie transportů koní Převalského do Gobi B
Úvahy o reintrodukci a transportech začaly krátce poté, co byly v zoologických zahradách dostatečně vysoké stavy koně Převalského. Gobi B si pro tento účel vybrala německá nadace Christian Oswald Stiftung. Na konci 90. let 20. století vedení tamního projektu převzala nevládní organizace International Takhi Group (ITG). První stádo sem bylo dovezeno v roce 1992 a do roku 2004 se počet transportovaných koní dostal na 89 jedinců. V roce 2007 se pak ještě uskutečnil vnitrostátní transport, který přivezl tři hřebce z národního parku Chusta Nurú poblíž Ulánbátaru. Počet koní se průběžně zvyšoval, a to s výjimkou tří sezón. Nejhorší byla zimní sezóna 2009/2010, po jejíchž sněhových bouřích a tuhých mrazech přežilo jen 50 ze 147 koní. Právě to byl stěžejní důvod, proč byl druhý český transport v roce 2012 namířen právě sem. Akce proběhla ve spolupráci Zoo Praha s Armádou ČR a organizací ITG.

## Realizace transportu
Stejně jako v předešlém roce (Návrat divokých koní 2011) byl použit letoun Armády České republiky typu CASA C295M. To bylo zcela stěžejní pro opětovný úspěch akce nejen z finančního hlediska, ale také z toho důvodu, že letouny CASA jsou schopné přistát na nezpevněné ploše letiště v Bulganu. Druhým mezníkem pro možnost realizace bylo získání povolení pro přistání na tomto letišti. To má totiž statut domácího letiště, a do té doby proto nebylo nikdy využito pro vstup do země. Možnost využití letiště pro účely transportu schválila přímo mongolská vláda. Realizace by také nebyla možná bez dlouhodobého několikatýdenního pobytu pracovníka Zoo Praha v Mongolsku a taktéž bez úzké spolupráce s českým zastupitelským úřadem stejně jako s mongolskými kolegy z partnerské organizace ITG.

## Výběr koní
Ve spolupráci s koordinátorkou evropského záchovného programu (EEP) došlo k výběru jedenácti vhodných mladých klisen. Šest z nich bylo nakonec dopraveno do Chovné a aklimatizační stanice Zoo Praha v Dolním Dobřejově. Jedna další potenciálně vhodná klisna tu žila již od předchozího roku. Po zvážení všech pro a proti byla pro transport a repatriaci vybrána následující zvířata:
- Anežka (klisna, narozena 16. 6. 2009, Zoo Košice, Slovensko)
- Greta (klisna, narozena 7. 6. 2008, Döberitzer Heide, Německo)
- Xara (klisna, narozena 3. 5. 2009, Döberitzer Heide, Německo)
- Spela (klisna, narozena 5. 5. 2007, Wisentgehege Springe, Německo)

## Průběh transportu

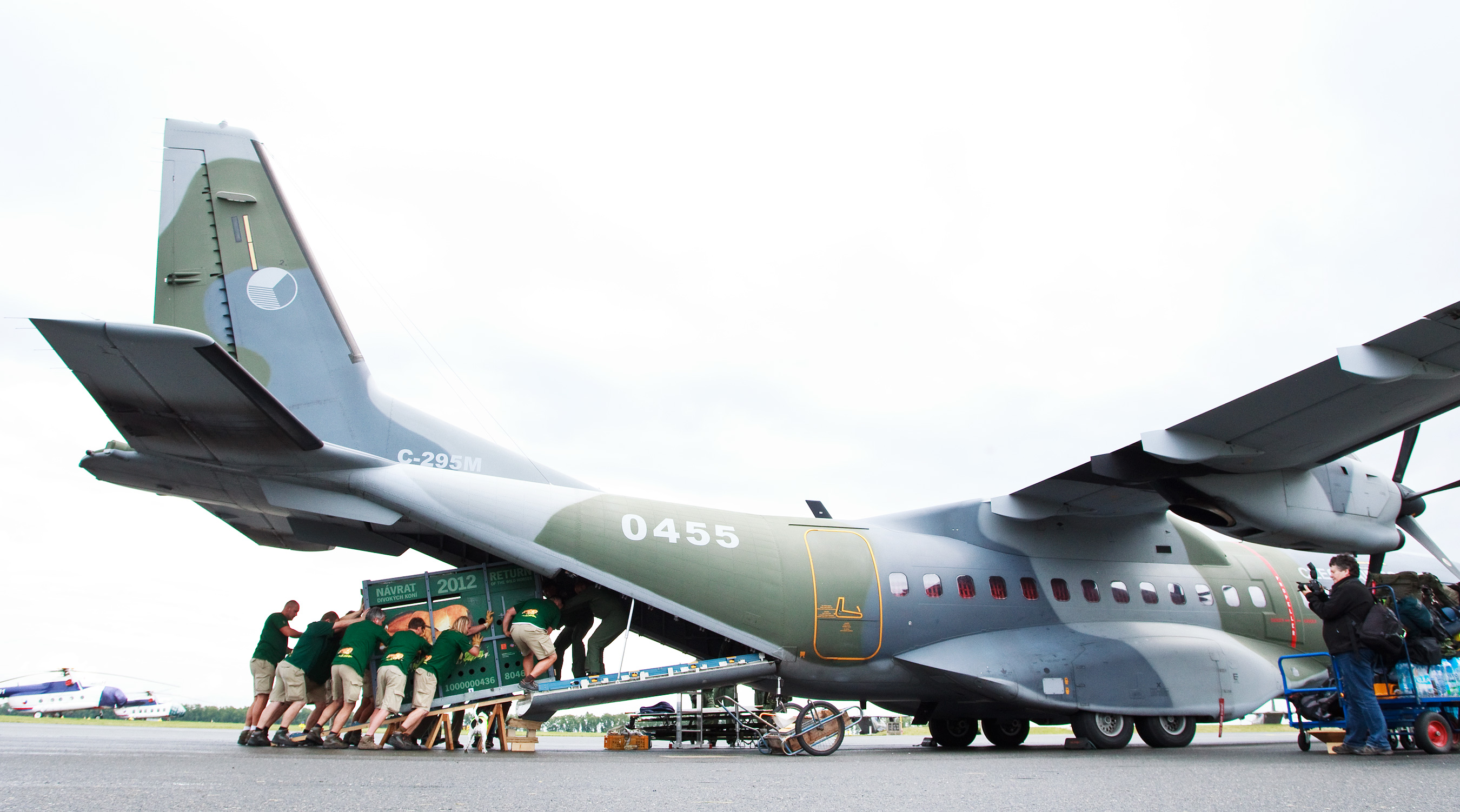
Nakládání transportních beden do letounu

Transport probíhal ve dnech 16. až 18. července 2012. První den začal v Dolním Dobřejově oddělením vybraných klisen a jejich nakládáním do přepravních beden. Letoun s koňmi na palubě odstartoval z Prahy-Kbel. V Mongolsku na letišti v Bulganu přistál následujícího dne ve 14:20 tamního času, tedy asi 25 hodin od začátku transportu. V průběhu letu byla přibližně po pěti hodinách absolvována dvě mezipřistání na území Ruska – v Kazani a Novosibirsku. Následovalo vyřízení všech formalit, kvůli nimž se na jinak vnitrostátní letiště museli dostavit zástupci pasové kontroly, cizinecké policie, celní správy či veterinární kontroly. Po překládce koní na nákladní auta (necelé dvě hodiny) již mohla začít skoro 180 km dlouhá cesta na místo určení. Tato cesta trvala deset hodin a měla deset přestávek, celkově se tak doba transportu vyšplhala na více než 35 hodin. Všechny klisny dorazily v pořádku a po druhé hodině ranní byly úspěšně vypuštěny do aklimatizační ohrady.

## Od transportu po současnost
Na transport v roce 2012 navázaly další v letech 2013, 2014, 2015, 2016 i 2017. Koně dovezení v roce 2012 byli vypuštěni z aklimatizačních ohrad do volné přírody na jaře 2013. Anežce (v Mongolsku přejmenované na Alag) se 29. 7. 2014 narodila klisnička. Další dvě klisny byly také březí, avšak svá mláďata nedonosily.